# 狐狸的夏天
《狐狸的夏天》（英語：The Fox's Summer），2017年中国偶像剧，改编自沈滄眉的網絡小说《当总裁恋爱时》。2016年8月至10月拍攝，是由康曦影業、企鵝影視、中傳聯動聯合出品的青春派萌系偶像劇，由于中中執導，姜潮、谭松韵、张鑫、王妍之领衔主演，該劇講述了謊言發射機“狐狸小姐”與人肉測謊儀“白兔總裁”，從水火不容到越走越近的搞笑愛情故事。第一季於2017年4月5日於腾讯视频首播，第二季於同年5月4日於腾讯视频首播。

## 劇情簡介
顾承泽是顾氏百货集团的总裁，也是顾家顾太太的养子。顾太太希望亲孙子顾瑾昀出任公司职务，而顾瑾昀却漫不经心。于是顾太太布置顾承泽任务：引导顾瑾昀任职。在这期间，顾承泽认识了服装设计师黎晏书，并意外得知她和顾瑾昀之前有过恋情，对顾瑾昀影响颇深。顾承泽便以黎晏书为突破口，招聘她进入公司，两人在相处的过程中互生情愫。顾瑾昀见黎晏书入职，决心再次追求黎晏书，可黎晏书已经对他没有感情。顾太太得知此事后强烈反对，要求顾承泽隔离两人，这使得顾承泽和黎晏书走到了一起。一个梦引导顾承泽去发现他的身世：他们母俩是因为黎晏书的妈妈事故逃逸使得母子分开20多年。黎晏书，无法接受，提出分手，远走他国。最终黎晏书想开了，走出难关，跟顾承泽最终走在一起，而他的过敏病也好了学会撒谎，同时顾瑾昀经历了诸多事情后也得到成长，顺利上任。

## 播出时间
| 频道     | 所在地   | 播映日期      | 播出时间  | 备注 |
| -------- | -------- | ------------- | --------- | ---- |
| 腾讯视频 | 中国大陆 | 2017年4月5日  | 20:00     |      |
| 四川衛視 | 中国大陆 | 2017年5月13日 | 每晚19:30 |      |
| dimsum   | 马来西亚 | 2017年12月    | 全集上线  |      |

## 演员列表

### 主要演员
| 演员   | 角色           | 介绍 |
| 姜潮   | 顾承泽         | 顾氏百货集团总裁，是一个性格耿直、睿智、有魅力的阳光大男孩，是顾太太名义上的养子。他为完成顾太太的嘱咐而引导顾瑾昀到集团企业工作，而在这期间，他与黎晏书产生了奇妙的感情，也在和黎晏书交往的过程中因为发生的一系列关于家族、关于企业的事件之后知道了自己的身世秘密。 |
| 谭松韵 | 黎晏书(凱倫黎) | 谎言小姐，内衣设计师。高中期间，与顾瑾昀曾有过一段恋情，但终因种种原因而导致二人没能走到最后。学成归来后，黎晏书进入顾氏集团工作，与再次遇到了顾瑾昀，也与集团总裁顾承泽擦出了火花，同时与初恋情人顾瑾昀产生了感情纠葛，但最终她与顾承泽走到了一起。                 |
| 张鑫   | 顾瑾昀         | 顾太太唯一的亲孙子，顾家太太一心希望其继承家业，可他对于事业总是漫不经心。高中时期，顾瑾昀和黎晏书有过一段恋情，但终因种种原因而导致二人最终并没有在一起。再次重逢是在集团内部，而这一见，也燃起了顾瑾昀想要与黎晏书重新开始的决心，奈何黎晏书对其再无感情可言。     |
| 王妍之 | 韩君瑶         | 韩氏企业的千金，骄纵刁蛮，以自我为中心。从小和黎晏书一起上学，起初工作的时候黎晏书还被父亲安排在自己家族企业韩氏工作。因为父親與黎晏書的母親再婚, 加上喜歡顧瑾盷的關係，因此上学时期和她抢男朋友，长大后在职场上又针锋相对，让韩君瑶一见到黎晏书就没有好脾气。       |

### 其他演员
| 演员   | 角色   | 介绍 |
| 季肖冰 | 高阳   | 总裁秘书，一个有着“逗比”体质的中二青年，凡事都替总裁着想，任何困难都能解决的万能助手。他办事能力强效率高，所以即便是以挑剔苛刻出名的总裁也可以完美应付，在公司可以算是HOLD住一片天。                                                                       |
| 蒲萄   | 乔娜   | 顾承泽助手高阳的暖心女朋友。一个家庭条件殷实，单纯可爱的富二代。乔娜和高阳在“不打不相识”的状况下迅速坠入情网。而看到高阳总是为大老板顾承泽忙前忙后的，情窦初开的乔娜怎么允许别人“霸占”她的男朋友，故便与“头号敌人”大BOSS顾承泽展开斗智斗勇的男朋友争夺战。 |
| 董洛甫 | 大衛   | 顧承澤鄰居。黎晏書唯一的談心（發洩）朋友。 |
| 冯波   | 夏梦   | 黎晏书的母亲。被继女韩君瑶针对。自以為是無可救藥的無腦 |
| 白凡   | 韓志鵬 | 韓君瑤的父親。黎晏書的繼父。第二季16集康復出院。 |
| 肖涵   | 海莲娜 | 當紅藝人女明星。與顧瑾昀總傳誹聞的對象。 |
| 董慧   | 周悅明 | 顧瑾昀的奶奶，是顧氏百貨集團的董事長。 |

## 网络剧歌曲
| 曲别   | 歌名            | 演唱者               | 作词         | 作曲   |
| 片头曲 | 在一起          | 彭雅琦               | 刘泽衡、弋洋 | 洪露   |
| 片尾曲 | 时光的夏天      | 姜潮                 | 刘泽衡       | 石一岑 |
| 插曲   | 亲爱的          | 谭松韵               | 刘泽衡       | 石一岑 |
| 插曲   | Darling Darling | 叢榮澤萌 Feat.田校同 | 何舒曼       | 盧俊   |
| 插曲   | 爱，迷路了      | 田校同               | 田校同       | 田校同 |